# Ferdinand Wilhelm Franz Bolstern von Boltenstern
Ferdinand Wilhelm Franz Bolstern von Boltenstern (* 23. Februar 1786 in Magdeburg; † 3. Januar 1814 vor Mülheim am Rhein) war ein preußischer Offizier, der bei Kämpfen um Köln während der Befreiungskriege fiel.

## Leben
Boltenstern stammte aus dem pommersch/schwedischen Adelsgeschlecht der Boltenstern. Sein Vater diente als Major in Magdeburg. Auch der Sohn trat bereits 1798 als Junker ins Regiment des Prinzen Louis Ferdinand in Magdeburg ein. Dort erhielt er auf Kosten des Kommandeurs neben seiner militärischen Ausbildung auch Unterricht in Orthographie, Mathematik und militärischem Planzeichnen. Am 8. März 1810 heiratete er Beate Caroline Schlutius (17. Aug 1787, Friedeburg/Saale–23. Sept 1873, Stettin), die jüngste Tochter des Amtsrates Johann Georg Schlutius auf Friedeburg/Saale. Das junge Paar lebte in Berlin und hatte eine Tochter, Bertha Dorothea Elisabeth (17. April 1811, Berlin–18. Mai 1881, Stettin).

## Befreiungskriege
In den Befreiungskriegen war Major Boltenstern 1813 Mitbegründer des Freiwilligen Landsturms Banner des Siebengebirges. Ab Dezember 1813 lag er mit einer Kompanie des Garde-Jäger-Bataillons am rechten Rheinufer zwischen Sieg und Mülheim. Als Blücher in der Neujahrsnacht bei Kaub über den Rhein setzte, versuchten auch Boltensterns Truppen, das linke Ufer zu gewinnen. Seine Reiterei, zwanzig russische Dragoner, und seine etwa 150 bergischen Rekruten konnten so am 3. Januar eine französische Schanze vor Köln-Riehl erobern, die Reiterei kam sogar bis zur Eigelsteintorburg, musste aber vor der Übermacht der in Köln liegenden französischen Truppen wieder über den Rhein zurückweichen. Bei Gefechten vor Mülheim wurde Boltenstern durch Gewehrkugeln tödlich verletzt. Auch der Landsturm vom Siebengebirge versuchte unter dem Adjutanten Franz Bernhard de Claer und dem Befehlshaber des Vorpostens auf der Insel Nonnenwerth, dem Steinhauermeister Johann Joseph Genger, das linke Ufer zu gewinnen. Dieser kam dabei ums Leben.
Die Franzosen rückten schließlich am 14. Januar 1814 aus Köln ab.

## Ehrungen

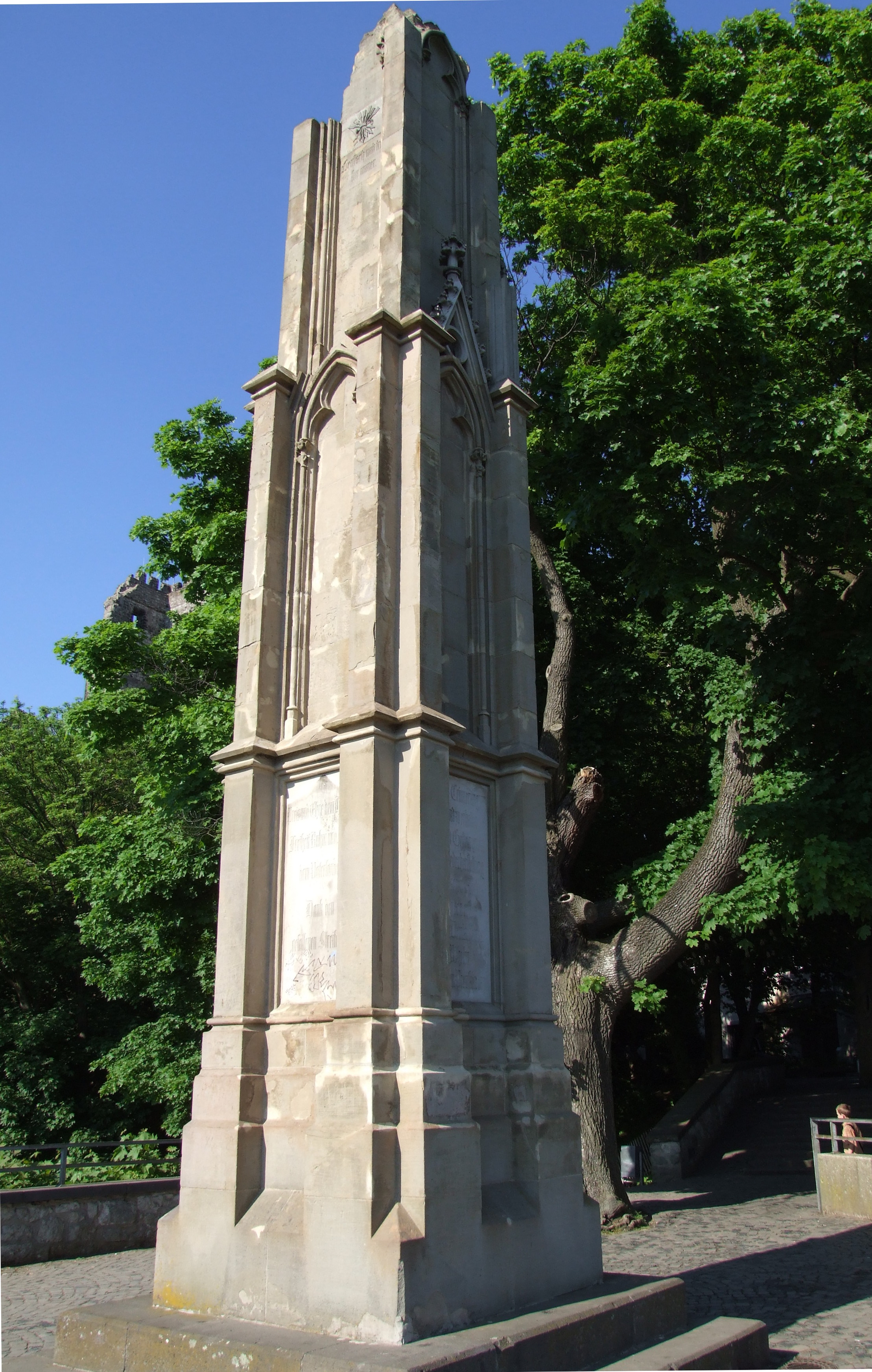
Denkmal am Drachenfels

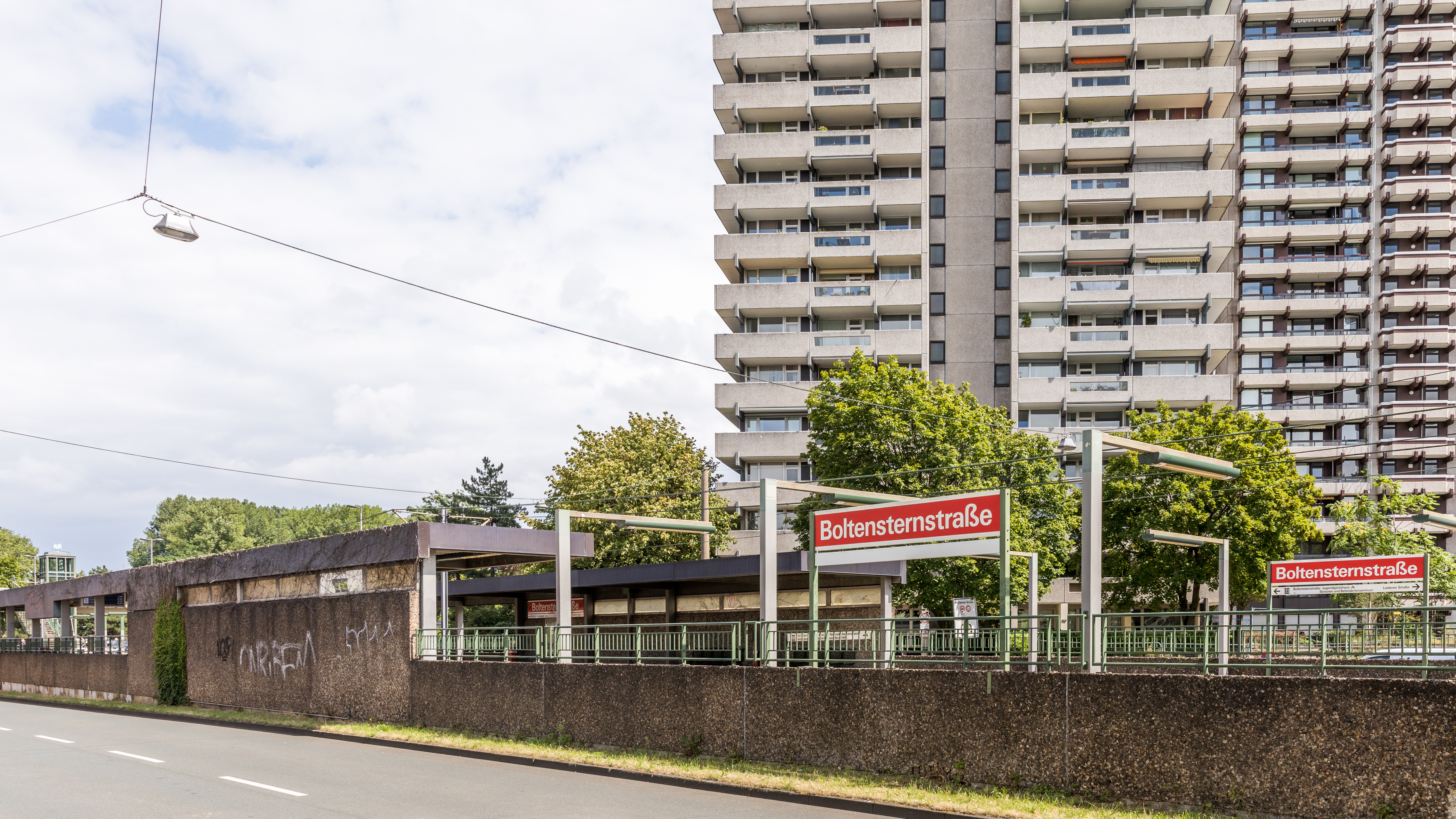
Stadtbahnhaltestelle Boltensternstraße in Köln

Für Boltenstern, Genger und den Landsturm wurde bereits 1814 auf dem Plateau des Drachenfelses ein erstes Denkmal eingeweiht, das, baufällig geworden, 1857 durch ein von Wilhelm von Hohenzollern gestiftetes Denkmal für den Landsturm ersetzt wurde, auf dem die Namen fehlten. Beim 100-jährigen Gedenken an die Befreiung wurde auf dem Plateau eine Kopie des Denkmals mit den beiden Namen errichtet. Im Norden von Königswinter am Fuß des Siebengebirges wurde während des Zweiten Weltkriegs 1943 der neu angelegte Von-Boltenstern-Platz nach ihm benannt; nördlich und südlich davon verlaufen die zur gleichen Zeit entstandene Gengerstraße und die bereits deutlich früher so benannte Von-Claer-Straße.
In Köln-Riehl, nahe dem Standort der von Boltenstern eroberten Schanze, wurde die vor dem dort um 1900 errichteten Kasernenkomplex (heute: Riehler Heimstätten) verlaufende Straße nach ihm benannt; eine nahegelegene Stadtbahnhaltestelle trägt ebenfalls den Namen Boltensternstraße.